# 콜더컷상
콜더컷상은 매년 여름 미국 도서관 협회 분과인 미국어린이도서관협회에서 그해 가장 뛰어난 그림책을 쓴 사람에게 주는 문학상으로 같이 문학 부문에서 수상되는 뉴베리상과 함께 그림책의 노벨상이라 불린다. 
19세기 후반의 영국 그림책 작가 랜돌프 콜더컷의 이름을 따 제정되었으며 1939년부터 시상되었다. 콜더컷 메달과 콜더컷 아너 상으로 나뉘어 수상하고 있다. 
다만 그림은 창작이여야 하고 미국 국적을 가진 사람이나 미국에 거주하는 사람이어야 한다는 제한이 있다.